# Balatonmagyaród
Balatonmagyaród è un comune dell'Ungheria di 523 abitanti (dati 2001). È situato nella contea di Zala, all'estremità sud-occidentale del lago Balaton.